# Platypygus chrysanthemi
Platypygus chrysanthemi är en tvåvingeart som beskrevs av Friedrich Hermann Loew 1844. Platypygus chrysanthemi ingår i släktet Platypygus och familjen svävflugor. Inga underarter finns listade i Catalogue of Life.